# 宫蒲光
宫蒲光（1957年3月—），陕西米脂人。中华人民共和国政治人物。

## 生平
1984年加入中国共产党。四川大学历史系历史专业毕业，中共中央党校经济管理专业在职研究生学历。历任中共西藏自治区党委办公厅处长，林芝地委副书记兼组织部部长；自治区人民政府驻北京办事处党委副书记、主任；日喀则地委副书记、行署专员、地委书记、地区人大工委主任等职。2006年11月任西藏自治区人民政府副主席。
2013年7月，宫蒲光出任民政部副部长。2018年2月24日，当选为第十三届全国人大代表。